# DDR-Badmintonmeisterschaft 1963
Die DDR-Badmintonmeisterschaft 1963 fand vom 4. bis zum 5. Mai 1963 in Magdeburg statt. Es war die 3. Austragung der Titelkämpfe.

## Medaillengewinner
| Disziplin    | Gold                                                  | Silber                                        | Bronze                                             |
| ------------ | ----------------------------------------------------- | --------------------------------------------- | -------------------------------------------------- |
| Herreneinzel | Gottfried Seemann (Aktivist Tröbitz)                  | Erich Wilde (Aktivist Tröbitz)                | Hartmut Münch (Post Berlin)                        |
| Dameneinzel  | Rita Gerschner (Aktivist Tröbitz)                     | Ruth Preuß (Post Berlin)                      | Doris Hampel (Motor IFA Karl-Marx-Stadt)           |
| Herrendoppel | Gottfried Seemann Erich Wilde (Aktivist Tröbitz)      | Klaus Basdorf Hartmut Münch (Post Berlin)     | Hans Abraham Klaus Adam (EBT Berlin)               |
| Damendoppel  | Rita Gerschner Annemarie Fritzsche (Aktivist Tröbitz) | Sabine Neye Jutta Benzmann (HSG DHfK Leipzig) | Gaby Stiegel Ruth Preuß (Post Berlin)              |
| Mixed        | Gottfried Seemann Rita Gerschner (Aktivist Tröbitz)   | Helmut Standfuß Ruth Preuß (Post Berlin)      | Erich Wilde Annemarie Fritzsche (Aktivist Tröbitz) |